# Lidudumalingani Mqombothi
Lidudumalingani Mqombothi (* ?, Zikhovane, Východní Kapsko, Jihoafrická republika) je jihoafrický spisovatel, filmař a fotograf. Jeho povídka Memories We Lost získala v roce 2016 Caineovu cenu za africkou literaturu.

## Životopis
Lidudumalingani Mqombothi se narodil ve vesnici Zikhovane ve Východním Kapsku v Jihoafrické republice. S povídkou „Memories We Lost“ se stal v roce 2016 vítězem Caineovy ceny za africkou literaturu. V rámci získání ceny navštívil Georgetownskou univerzitu ve Washingtonu, DC, na sérii akcí, včetně seminářů a čtení. Také v roce 2016 Lidudumalingani získal stipendium Milese Morlanda, což mu umožnilo pracovat na jeho prvním románu Let Your Children Name Themselves.
Lidudumalingani byl vybrán jako kurátor festivalu Africké knihy 2022 v Berlíně (26.–18. srpna) s tématem programu „Včera. Dnes. Zítra“.

## Ocenění a vyznamenání
- 2016: vítěz Caineovy ceny za „Memories We Lost“[11][12][13]
- 2016: stipendium Milese Morlanda[14]

## Vybrané publikace
- "Goodbye John Shoes Moshoeu", Africa Is A Country, 22. dubna 2015.[15]
- "The Art of Suspense", The Chimurenga Chronic, 7. dubna 2016.[16]
- "The Seduction of Johannesburg", caineprize.com, 14. listopadu 2016.[17]
- "Portfolio", Mail & Guardian, 29. listopadu 2019.[18]
- "Notes on migration, the city and home" („Poznámky k migraci, městu a domovu“), Johannesburg Review of Books, 5. prosince 2019.[19]
- "Writers do not write alone. They are always in the company of other writers" ("Spisovatelé nepíší sami. Jsou vždy ve společnosti jiných spisovatelů"), Johannesburg Review of Books, 3. července 2020.[20]
- "A city caught between two moments" („Město zachycené mezi dvěma okamžiky“), Johannesburg Review of Books, 27. srpna 2020.[21]